# Donkervoort
Donkervoort es un fabricante holandés de automóviles deportivos que produce vehículos ultraligeros y que se fabrican a mano.
La empresa fue fundada en 1978 por Joop Donkervoort, un empresario holandés que ha hecho historia en la industria de las empresas de coches deportivos como propietario de una empresa de coches deportivos muy exitosa.
Donkervoort ha producido una variedad de vehículos comenzando con S7 entre 1978 y 1984, luego reemplazándolo con S8 que se produjo entre 1980 y 1994, también D10 en 1988, que se produjo para el décimo aniversario de Donkervoort y D8 entre 1993 y 2022, que es el modelo más vendido de la compañía y que se produjo en diferentes versiones. El modelo actual de la empresa es el F22, que reemplazó a la serie D8.
Los vehículos Donkervoort no utilizan un sistema de frenos antibloqueo (ABS) ni un programa de estabilidad electrónico (ESP). Solo se ofrecen como opciones un control de tracción ajustable, función de cambio de aceleración total y control de lanzamiento.
Desde el comienzo de la producción de vehículos de la compañía, los motores Donkervoort fueron fabricados por Ford y desde 1996 son fabricados exclusivamente por Audi.